# Xavier de Soultrait

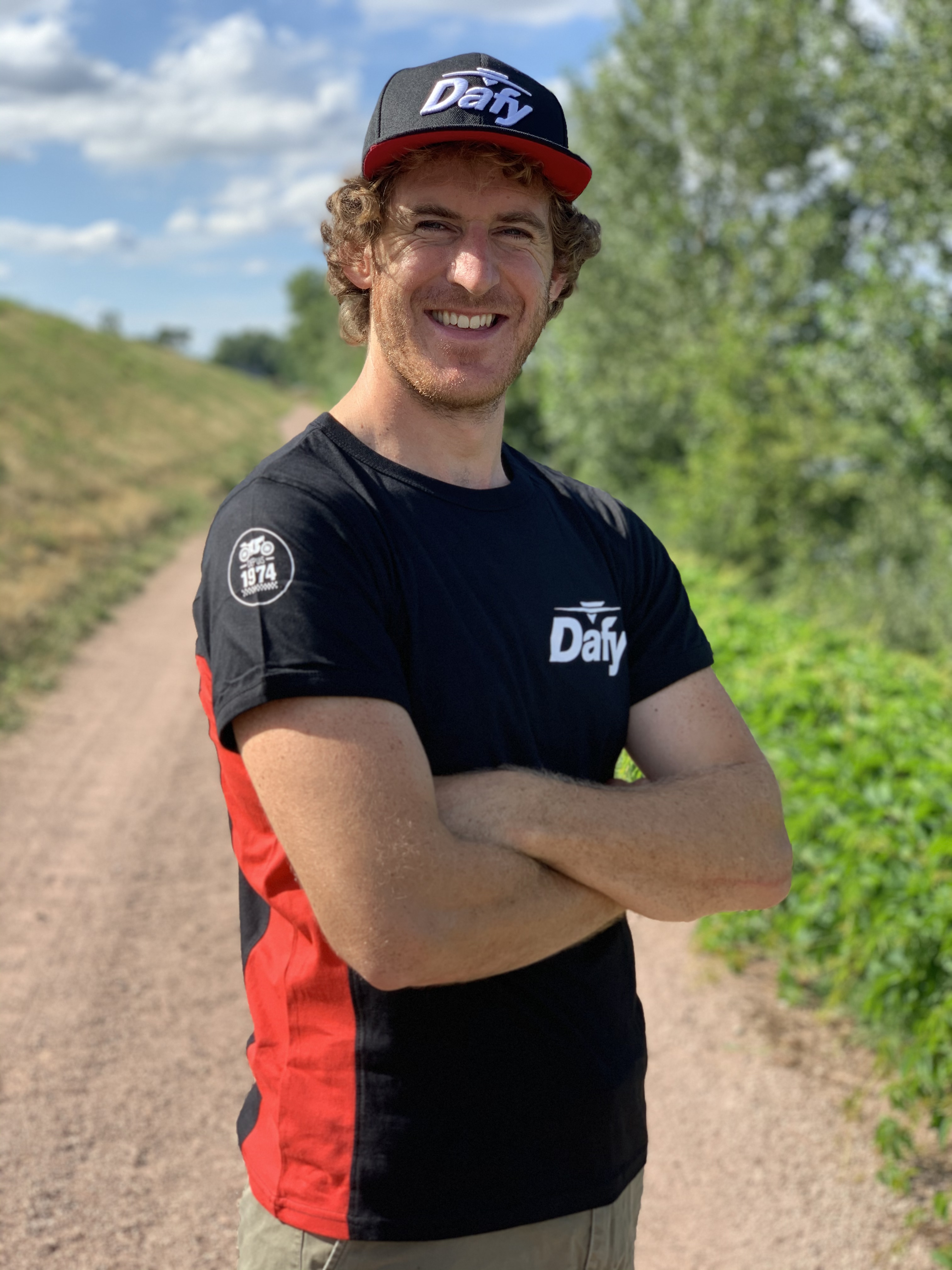
Xavier De Soultrait - Pilote DAFY

Xavier Richard de Soultrait, né le 9 mai 1988 à Moulins (Allier), est un pilote moto français spécialisé en rallye-raid. Il est vainqueur en catégorie SSV du Rallye Dakar 2024.

## Biographie
Pilote d'enduro Francais, champion de la région Auvergne puis vice-champion de France National, il passe en Elite en Championnat de France d'enduro et en championnat du monde d'enduro.
Pilote officiel Fantic puis support Yamaha, il est champion de France Elite Privée, 3e du championnat de France Elite 2 et top 10 en championnat du monde.
En 2014, le français fait son premier Dakar en Amérique du sud puis devient en 2018 pilote officiel Yamaha Racing.
En 2021, il devient pilote Dafy Moto au sein du team Husqvarna HT RALLYE.
En 2023, Xavier de Soultrait prend part à son 10e Dakar, pour la première fois engagé au sein de la catégorie SSV (en) avec un véhicule Polaris. Navigué par Martin Bonnet, il s'y impose lors de l'édition 2024.

## Palmarès

### Résultats au Rallye Dakar
| Année | Catégorie | Marque    | Position        | Victoires d'étapes |                                                                                      |
| ----- | --------- | --------- | --------------- | ------------------ | ------------------------------------------------------------------------------------ |
| 2014  | Moto      | Yamaha    | 34e             | -                  | Premier Dakar (Yamaha Mecasystem)                                                    |
| 2015  | Moto      | Yamaha    | 13e             | -                  | Yamaha HFP, une 6e place d'étape                                                     |
| 2016  | Moto      | Yamaha    | Abd. (Étape 10) | -                  | Yamaha Racing Junior team panne le premier jour puis moteur cassé le jour 10 (Belen) |
| 2017  | Moto      | Yamaha    | 87e             | 1                  | Victoire d'étape retirée, excès de vitesse: 1 km/h                                   |
| 2018  | Moto      | Yamaha    | Abd. (Étape 8)  | -                  | Coude gauche fracturé en 6 morceaux en Bolivie                                       |
| 2019  | Moto      | Yamaha    | 7e              | 1                  | Meilleur résultat en moto                                                            |
| 2020  | Moto      | Yamaha    | Abd. (Étape 4)  | -                  |                                                                                      |
| 2021  | Moto      | Husqvarna | Abd. (Étape 8)  | -                  |                                                                                      |
| 2022  | Moto      | Husqvarna | 15e             | -                  |                                                                                      |
| 2023  | SSV       | Polaris   | 19e             | -                  |                                                                                      |
| 2024  | SSV       | Polaris   | Vainqueur       | 3                  | Remporte la catégorie SSV                                                            |
| 2025  | SSV       | Polaris   | 21e             | -                  |                                                                                      |

### Autres compétitions
- Champion de région enduro
- Vice champion de France National enduro
- Vainqueur des 12h de la Chinelle
- Champion de France d'enduro Elite Privé
- Top 10 championnat du monde d'enduro
- 2nd au Sardegna Rally Race (en)
- Champion FIM Bajas World Cup (en) 2016
- Vainqueur du Rallye Merzouga 2017
- 3e Desafío Ruta 40 2017